# دورس فوردرد
دورس فوردرد (بالإنجليزية: Dorice Fordred)‏ من مواليد 25 نوفمبر 1902 - وتاريخ وفاتها 4 أغسطس 1980، هي ممثلة من جنوب إفريقيا، اشتهرت بأدوارها في مسرحيات شكسبير على مسرح لندن. علقت صحيفة بروكلين ديلي إيجل في عام 1931، "بأنها واحدة من الاشخاص الاستثنائيين وممثلة شابة وجذابة.

## السيرة الذاتية
ولدت دورس فوردرد وترعرعت بالقرب من بورت إليزابيث في جنوب إفريقيا. سافرت إلى إنجلترا لتدرس المسرح.
أمضت دورس معظم حياتها المهنية على خشبة المسرح في لندن، حيث ظهرت لأول مرة في عام 1923 وبدأت بالظهور بشكل أكبر في فترة 1920 و1930. وأنتجت دروس في لندن مع فريق من الممثلين الكثير من الأعمال البارزة، مثل: «The Two Gentlemen of Verona (1923)» و«Troilus & Cressida (1923)». وظهرت أيضا في الأفلام، مثل Blue Bottles وDaydreams both سنة 1928 وThe Skin Game1951.

## وصلات خارجية
- دورس فوردرد على موقع IMDb (الإنجليزية)
- دورس فوردرد على موقع قاعدة بيانات برودواي على الإنترنت (الإنجليزية)
- دورس فوردرد على موقع قاعدة بيانات الفيلم (الإنجليزية)

- Dorice Fordred's listing at the British Film Institute website
- Photograph of Dorice Fordred and Charles Laughton in a scene from Payment Deferred (1931), in the New York Public Library Digital Collections